# Longchamp-sur-Aujon
Longchamp-sur-Aujon település Franciaországban, Aube megyében. Lakosainak száma 366 fő (2022. január 1.). Longchamp-sur-Aujon Bayel, Juvancourt, Ville-sous-la-Ferté, Maranville és Rennepont községekkel határos.

## Népesség
A település népessége az elmúlt években az alábbi módon változott:
| Lakosok száma | 683  | 599  | 522  | 417  | 438  | 426  | 420  | 390  | 374  | 366  |
|               | 1968 | 1982 | 1990 | 2006 | 2013 | 2015 | 2017 | 2019 | 2020 | 2022 |